# لويل بيرغمان
لويل بيرغمان (بالإنجليزية: Lowell Bergman)‏ هو صحفي أمريكي، ولد في 24 يوليو 1945 في نيويورك في الولايات المتحدة.

## وصلات خارجية
- الموقع الرسمي
- لويل بيرغمان على موقع IMDb (الإنجليزية)
- لويل بيرغمان على موقع إن إن دي بي (الإنجليزية)